# The Score - An Epic Journey
The Score - An Epic Journey is een soundtrackalbum van de band Epica. Het album kwam uit in september 2005. Het werd gemaakt voor de Nederlandse roadmovie Joyride en bevat maar drie gezongen nummers.

## Tracklist
1. Vengeance is Mine
2. Unholy Trinity
3. The Valley
4. Caught in a Web
5. Insomnia
6. Under the Aegis
7. Trois Vierges (Solo Version)
8. Mystica
9. Valley of Sins
10. Empty Gaze
11. The Alleged Paradigm
12. Supremacy
13. Beyond the Depth
14. Epitome
15. Inevitable Embrace
16. Angel of Death
17. The Ultimate Return
18. Trois Vierges (Reprise)
19. Solitary Ground (Single Version)
20. Quietus (Score Version)

## Versies
1. The Score Jewelcase Versie
2. The Score With a Cardsleeve
3. The Score Strickly Limited Edition Digipack Super Audio CD